# Jean-Pierre La Placa
Jean-Pierre La Placa est un joueur de football italo-suisse né le 15 juin 1973 à Genève. Il fut l'un des attaquants les plus renommés de l'Albert Elisabeth club de Mons (Belgique), où il inscrivit 28 buts en 125 matchs. 
Attaquant, formé au Lancy-Sports de 1982 à 1990, il a évolué par la suite dans les clubs suivants : 
- FC Lausanne-Sport (D1 suisse), de 1990 à 1995 (23 buts pour 126 matchs)
- FC Sion (D1 suisse), en 1995-1996 (4 buts pour 21 matchs)
- FC Bâle (D1 suisse), de 1996 à début 98 (6 buts pour 41 matchs)
- Toulouse FC (D1 française), en 1998 (1 match)
- FC Aarau (D1 suisse) de 1998 à 2000 (4 buts pour 44 matchs)
- R. AEC Mons (D2 puis D1 belge) de 2000 à 2004 (27 buts pour 111 matchs)
- KV Red Star Waasland (D2 belge) en 2004 (13 matchs, pas de but)
- R. AEC Mons à nouveau pour la fin de la saison 2004-2005 (1 but en 6 matchs)
- Allianssi Vantaa (D1 finlandaise) en 2005-2006 (1 but en 14 matchs).
- R. Francs Borains (D3 belge)en 2006-2007
- R. ACS Couillet (D3 belge) en 2007-2008
- URS du Centre (D3 belge) en 2008-2009
- R. Standard Cl. Pâturageois (D4 belge) en 2009-2010

Il a aussi été « International -21 » pour la Suisse de 1992 à 1995.

## Mis en cause, puni puis blanchi
En 2005, le nom de Jean-Pierre La Palca est cité dans un dossier de corruption, l'Affaire Geel-Waasland. La Placa est accusé d'avoir servi d'intermédiaire lors d'une tentative de corruption qui aurait été initiée par le K. FC Verbroedering Geel vis-à-vis du Red Star Waasland pendant le tour final de D2. Un certain Zheyun Yé est également mis en cause.
Ayant transité par Waasland, La Placa a connu Yé lors d'un bref passage dans le club finlandais de l'AC Allianssi. Un fait qui ne joue pas en sa faveur. Puni de trois ans de suspension, le joueur est blanchi en appel.
Installé en Belgique, dans la région du Borinage, Jean-Pierre La Placa termine sa carrière dans divers clubs régionaux avant d'entamer un parcours d'entraîneur dans les séries provinciales hennuyères.